# Abeilhan
Abeilhan es una localidad y comuna francesa, situada en el departamento de Hérault y región de Occitania.

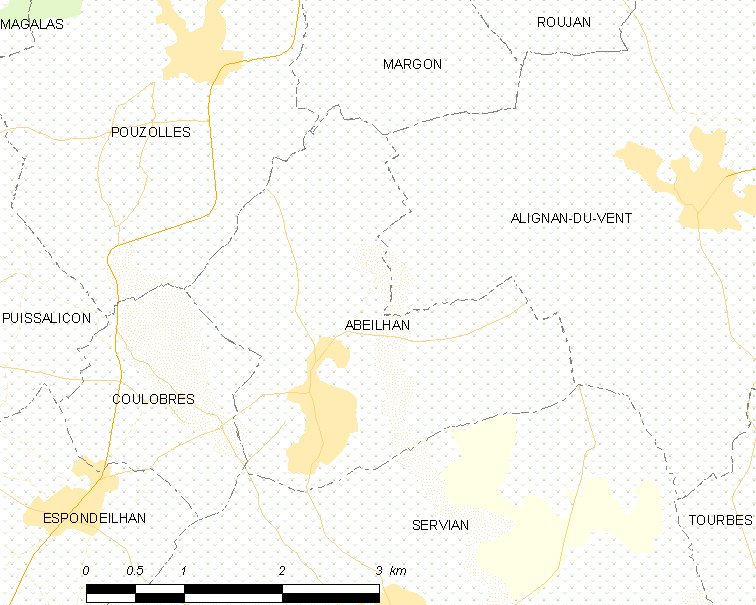
Mapa de Abeilhan.

## Demografía
| Gráfica de evolución demográfica de Abeilhan entre 2004 y 2019 |
|                                                                |

Fuentes: INSEE.

## Políticos
Elecciones Presidential Segunda Vuelta:
| Elección | Elección | Candidato Ganador | Partido | %     |
| -------- | -------- | ----------------- | ------- | ----- |
|          | 2022     | Marine Le Pen     | RN      | 66,83 |
|          | 2017     | Marine Le Pen     | FN      | 55,81 |
|          | 2012     | Nicolas Sarkozy   | UMP     | 54,25 |
|          | 2007     | Nicolas Sarkozy   | UMP     | 52,90 |
|          | 2002     | Jacques Chirac    | RPR     | 72,03 |